# 星舰笑传
《星舰笑传》（英語：Trekkies）是一部制作于1997年由罗杰·尼加导演的美国纪录片，主要讲述《星际旅行》系列的影迷活动。在《星际旅行：下一代》中饰演安全官塔莎·叶的丹尼丝·克劳斯比担任纪录片主持，她走访了一些美国本土的星际旅行影迷会，并采访那些装扮成瓦肯人、克林贡人的星际旅行狂热影迷，除此之外，他还采访了诸如布伦特·斯派尔影迷会这样的民间组织。星舰笑传内有多名曾在星际旅行系列中出现过演员参与其中，包括威廉·夏特纳、伦纳德·尼莫伊、迪弗利斯·凯利、詹姆斯·杜汉、乔治·竹井、尼切尔·尼科尔斯、丹尼丝·克劳斯比、布伦特·斯派尔、威尔·惠顿、米切尔·道恩、勒瓦尔·布尔顿、凯特·慕格和伊桑·菲利普斯。